# Joaquín Ruiz
Joaquín Ruiz Llorente (ur. 18 listopada 1962 w Madrycie) – hiszpański judoka. Trzykrotny olimpijczyk. Zajął trzynaste miejsce w Los Angeles 1984, siódme w Seulu 1988 i osiemnaste w Barcelonie 1992. Walczył w wadze lekkiej.
Wicemistrz świata w 1991; uczestnik zawodów w 1979, 1985, 1987, 1991 i 1995. Startował w Pucharze Świata w 1990, 1991, 1995 i 1996. Zdobył trzy medale mistrzostw Europy w latach 1984 - 1992. Brązowy medalista igrzysk śródziemnomorskich w 1987 roku.

## Letnie Igrzyska Olimpijskie 1992
| Konkurencja | Eliminacje              | Eliminacje             | Eliminacje             | Klas. końcowa |
| Konkurencja | Przeciwnik I            | Przeciwnik II          | Przeciwnik III         | Miejsce       |
| ----------- | ----------------------- | ---------------------- | ---------------------- | ------------- |
| 71 kg       | Sérgio Oliveira (BRA) Z | Miroslav Jočić (YUG) Z | Mizjan Dahmani (ALG) P | 18.           |

## Letnie Igrzyska Olimpijskie 1988
| Konkurencja | Eliminacje                | Eliminacje         | Eliminacje             | Repasaże                | Klas. końcowa |
| Konkurencja | Przeciwnik I              | Przeciwnik II      | 1/4                    | Przeciwnik I            | Miejsce       |
| ----------- | ------------------------- | ------------------ | ---------------------- | ----------------------- | ------------- |
| 71 kg       | Muhammad Murajdża (ALG) Z | Ezio Gamba (ITA) Z | Marc Alexandre (FRA) P | Bertalan Hajtós (HUN) P | 7.            |

## Letnie Igrzyska Olimpijskie 1984
| Konkurencja | Eliminacje              | Eliminacje             | Klas. końcowa |
| Konkurencja | Przeciwnik I            | Przeciwnik II          | Miejsce       |
| ----------- | ----------------------- | ---------------------- | ------------- |
| 71 kg       | Álvaro Sanabria (CRC) Z | Liaw Der-cheng (TPE) P | 13.           |